# Dolchau
Dolchau ist ein Ortsteil der Ortschaft Vienau und der Stadt Kalbe (Milde) im Altmarkkreis Salzwedel in Sachsen-Anhalt.

## Geographie
Dolchau, ein kurzes Straßendorf mit Kirche, liegt etwa neun Kilometer nordöstlich der Stadt Kalbe (Milde) auf dem Kalbeschen Werder in der Altmark. Der Dolchauer Berg im Osten ist etwa 80 Meter hoch.

## Geschichte

### Mittelalter bis Neuzeit
Im Jahre 1281 wird Johannes de Dolechowe in einer in Salzwedel ausgestellten Urkunde als Zeuge genannt.
Das Dorf Dolchau wird im Jahre 1324 erstmals als Dolchow erwähnt, als Hans und Heinecke von Kröcher das Schloss Kalbe mit den zugehörigen Dörfern an Albrecht von Alvensleben verkaufen.
Bei der Bodenreform wurden 1945 erfasst: eine Besitzung über 100 Hektar mit 102 Hektar, 13 Besitzungen unter 100 Hektar mit zusammen 303 Hektar. Der Kirche gehörten 3 Hektar. 1946 wurden 194,4 Hektar enteignet auf 32 Siedler aufgeteilt. 1948 gab es daraus 10 Erwerber, davon fünf Neusiedler. Im Jahre 1958 entstand die erste Landwirtschaftliche Produktionsgenossenschaft vom Typ II, die LPG „Banner des Friedens“.

### Namensherkunft
Franz Mertens vermutet als Wortstamm doln in der Bedeutung für unten oder duoll für Abhang, Tal, Niederung. Übersetzt hieße der Ort also Talnest. Das Dorf liegt am Fuße des Dolchauer Berges.

### Eingemeindungen
Ursprünglich gehörte das Dorf zum Arendseeischen Kreis der Mark Brandenburg in der Altmark. Zwischen 1807 und 1813 lag der Ort im Kanton Kalbe auf dem Territorium des napoleonischen Königreichs Westphalen. Nach weiteren Änderungen gehörte die Gemeinde ab 1816 zum Landkreis Salzwedel.
Am 25. Juli 1952 wurde Dolchau in den Kreis Kalbe (Milde) umgegliedert. Am 17. Oktober 1973 wurde die Gemeinde Dolchau in die Gemeinde Vienau eingemeindet. Am 1. Januar 2010 haben sich mehrere Gemeinden zusammen mit Vienau zur Einheitsgemeinde Stadt Kalbe (Milde) zusammengeschlossen. So kam Dolchau am gleichen Tag als Ortsteil zur neuen Ortschaft Vienau und zur Stadt Kalbe (Milde).

### Einwohnerentwicklung
| Jahr | Einwohner |
| ---- | --------- |
| 1734 | 75        |
| 1774 | 59        |
| 1789 | 52        |
| 1798 | 68        |
| 1801 | 58        |
| 1818 | 73        |
| 1840 | 77        |

| Jahr | Einwohner |
| ---- | --------- |
| 1864 | 100       |
| 1871 | 096       |
| 1885 | 102       |
| 1892 | [0]108    |
| 1895 | 120       |
| 1900 | [0]119    |
| 1905 | 119       |

| Jahr | Einwohner |
| ---- | --------- |
| 1910 | [0]123    |
| 1925 | 163       |
| 1939 | 137       |
| 1946 | 231       |
| 1964 | 177       |
| 1971 | 173       |
| 2015 | 056       |

| Jahr | Einwohner |
| ---- | --------- |
| 2016 | 55        |
| 2017 | 57        |
| 2018 | 72        |
| 2020 | [00]69    |
| 2021 | [00]66    |
| 2022 | [0]68     |
| 2023 | [0]66     |

Quelle, wenn nicht angegeben, bis 1971, 2015 bis 2018

## Religion
Die evangelische Kirchengemeinde Dolchau, die früher zur Pfarrei Mehrin gehörte, wird heute betreut vom Pfarrbereich Fleetmark-Jeetze im Kirchenkreis Salzwedel im Bischofssprengel Magdeburg der Evangelischen Kirche in Mitteldeutschland.

## Kultur und Sehenswürdigkeiten

### Kirche
Die Kirche Dolchau ist eine spätromanischer Saalkirche mit eingezogenem Chor in Feldsteinmauerwerk. Über dem Westteil akzentuiert ein Fachwerkturm mit Zeltdach und Laterne das Bauwerk. An der Nordseite sind zwei vermauerte Portale mit Rundbogen aus Kalkstein erhalten. Im Osten ist ein schmales Rundbogenfenster mit Laibung aus Feldstein eingelassen. Die übrigen Fenster mit schlichtem neugotischem Holzmaßwerk wurden im 19. Jahrhundert umgestaltet. Im Innern ist das Schiff flachgedeckt, ein Rundbogen vermittelt zum kreuzgratgewölbten Chor, Die ornamentale Ausmalung der Ostteile stammt vermutlich von einer Restaurierung im Jahr 1875, der Kanzelaltar von 1837. Die Kirche ist eine Filialkirche von Mehrin.

### Weiteres
- Der Ortsfriedhof befindet sich auf dem Kirchhof.
- Sehenswert ist auch die Lindenallee im Dorf.
- Auf dem Dolchauer Berg, ein Kilometer östlich von Dolchau, steht ein Denkmal für die Gefallenen des Ersten und Zweiten Weltkrieges, ein Findling mit Namenstafeln.[15]